# Kelchsau
Kelchsau ist der Name eines Tals und einer Ortschaft in den Kitzbüheler Alpen in Tirol.

## Tal
Die Kelchsau (auch Kelchsautal oder Kelchsauer Tal genannt) erstreckt sich von Hopfgarten im Brixental nach Süden. Nach rund 10 km gabelt sich das Tal in den westlichen Langen und den östlichen Kurzen Grund, die sich bis zum Hauptkamm der Kitzbüheler Alpen an der Grenze zu Salzburg mit seinen bis zu 2500 m hohen Gipfeln erstrecken. Das Tal wird von der Kelchsauer Ache durchflossen, die bei Hopfgarten in die Brixentaler Ache mündet. Im Ortszentrum münden zusätzlich die kleinen Fließgewässer Wurzenraingraben und Zillbach in die Kelchsauer Ache ein. Nachbartäler sind die Wildschönau im Westen und die Windau im Osten. Verkehrstechnisch ist das Tal durch eine 8,3 km lange Landesstraße (L205, Kelchsaustraße) erschlossen.

## Ortschaft

### Geographie
Die Rotte Kelchsau ist eine Ortschaft der Marktgemeinde Hopfgarten im Brixental mit 732 Einwohnern (Stand 1. Jänner 2024). Kelchsau liegt im gleichnamigen Tal auf 790 m ü. A., rund 7 km südlich des Gemeindehauptortes Hopfgarten.
Zur Ortschaft gehören neben dem Ort Kelchsau die Zerstreuten Häuser Kelchsau-Zerstreute Häuser, Kurzer Grund und Langer Grund sowie zahlreiche Einzelhöfe, Almen, Jagdhütten und Schutzhütten.

### Geschichte
Der Ort entstand im 12. Jahrhundert als Rodungssiedlung. Um einen Schwaighof, der zum Meierhof erhoben wurde, entwickelte sich die Siedlung Kelchsau, die 1272 das erste Mal urkundlich als Chelsowe und 1297 als Chelichsaw erwähnt wurde.
Kelchsau war ursprünglich Teil der eigenständigen Gemeinde Hopfgarten-Land, die 1948 mit Hopfgarten-Markt vereinigt wurde.
Kirchlich gehörte Kelchsau anfangs wie Hopfgarten zur Urpfarre Brixen im Thale, später zur Pfarre Hopfgarten. 1851 wurde die Kirche zum hl. Rupert eingeweiht, 1891 Kelchsau zur selbstständigen Pfarre erhoben.

### Tourismus
Der Tourismus ist zweisaisonal, wenngleich im Winter deutlich mehr Übernachtungen verzeichnet werden. Kelchsau verfügte über ein kleines Skigebiet direkt im Dorf mit einem Sessellift und Schleppliften sowie einem Kinderland und war per Skibus an die SkiWelt Wilder Kaiser – Brixental angebunden. Aus wirtschaftlichen Gründen wurde der Betrieb aber 2021 eingestellt. 
Im Sommer ist der Tourismus in der Kelchsau von der intensiven landwirtschaftlichen Nutzung der unzähligen Almen und der daraus entstehenden Produkte (Milch, Butter, Käse, Speck etc.) geprägt. Die beiden Gründe (Kurzer und Langer Grund) bieten weitläufige Wandermöglichkeiten. Die Kelchsau ist ein Etappenziel auf dem „KAT Walk“, einem Weitwanderweg durch die Kitzbüheler Alpen.